# Seidel (Gärtnerfamilie)
Die Gärtnerfamilie Seidel ist eine seit dem 18. Jahrhundert wirkende sächsische Familie, die vor allem durch die Züchtungen neuer Sorten von Azaleen, Kamelien und Rhododendren international bekannt wurde. Durch ihr Wirken etablierten sich Dresden und das Umland für lange Zeit als Zentrum des Gartenbaus im deutschsprachigen Raum. Mehrere Familienmitglieder waren sächsische Hofgärtner und gestalteten verschiedene Parkanlagen und Gärten der Stadt Dresden nachhaltig, wie zum Beispiel Der Herzogin Garten.

## Wurzeln der Familie

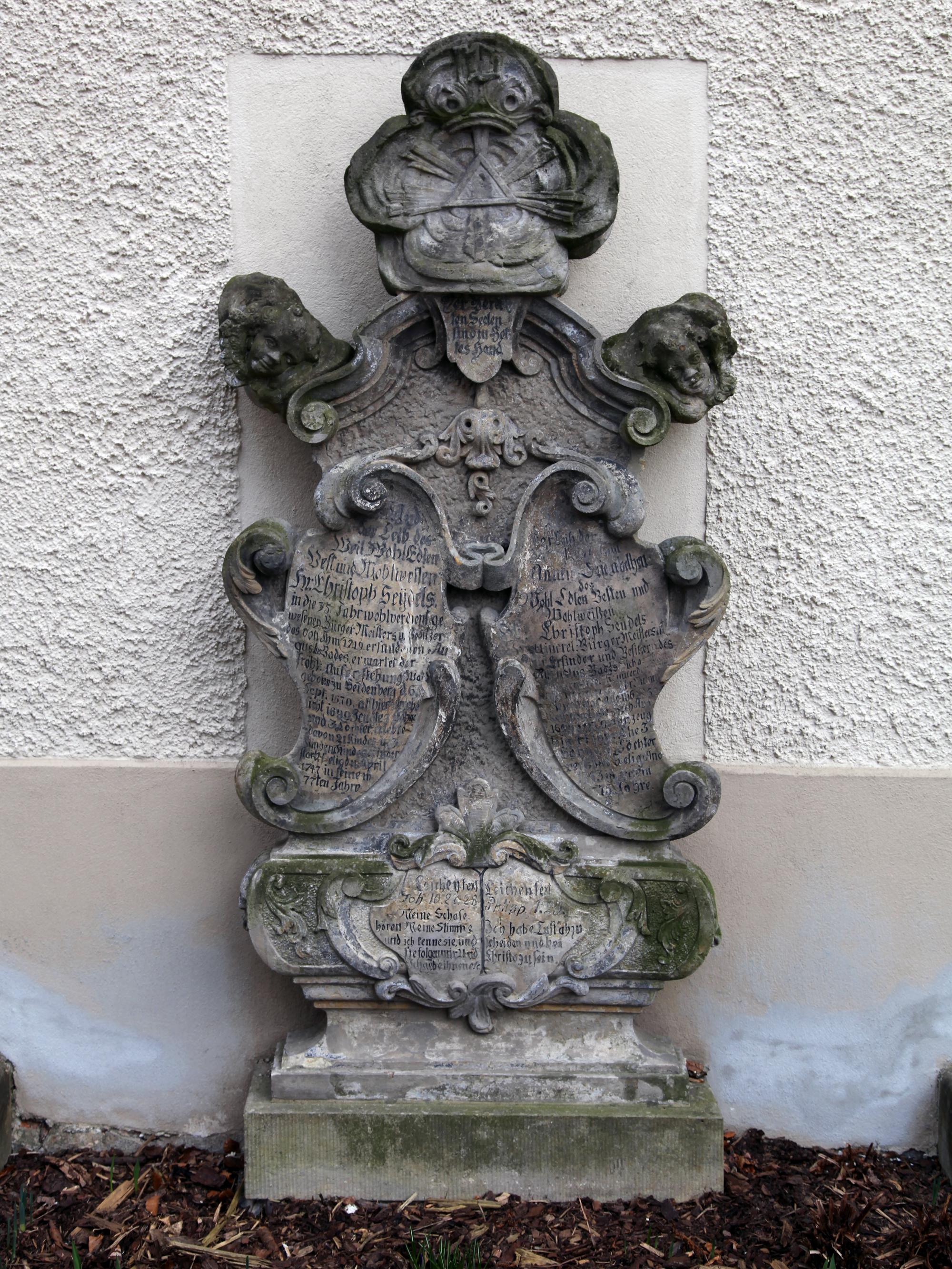
Epitaph Christoph Seydels an der Radeberger Kirche

Die Ursprünge der Familie Seidel (anfangs auch in der Schreibweise Seydel überliefert) sind in Böhmen zu finden. Im 17. Jahrhundert, im Laufe des Dreißigjährigen Krieges, sah sich die Familie gezwungen, ihre Heimat aus religiösen Gründen zu verlassen und nach Sachsen umzusiedeln. Die Stadt Radeberg in der Nähe von Dresden wurde zunächst der neue Wohnsitz der Familie Seydel.

### Christoph Seydel
Christoph Seydel (1670–1747), geboren in Seidenberg im heute polnischen Teil der Oberlausitz, war ursprünglich Tischler, gleichzeitig galt er als erfahrener Mineraloge. Ab 1707 wurde er Bürgermeister von Radeberg, im damals üblichen jährlichen Wechsel mit den Vice-Bürgermeistern hatte er dieses Amt bis 1744 inne. Nach dem verheerenden Stadtbrand vom 13. Juli 1714 suchte er in der Umgebung der Stadt nach geeigneten Materialien für den Wiederaufbau. In einem bewaldeten rechten Seitental der Großen Röder, dem Tannengrund, stieß er 1717 auf alte Bergwerksstollen. Gemeinsam mit privaten Investoren nahm er die Bergbautätigkeiten wieder auf, fand allerdings weder genügend Baustoffe noch die ebenfalls dort vermuteten Edelmetalle. Stattdessen entdeckte er im Jahr 1717 in einem der Stollen eine Heilquelle und eröffnete 1719 ein Heilbad. Diese, später Augustusbad genannte Einrichtung verhalf ihm und der Gegend zu überregionaler Bekanntheit über mehrere Jahrhunderte. Zu seinen Ehren wurde die 1993 neu gebaute nordöstliche Radeberger Umgehungsstraße zwischen Badstraße und Pulsnitzer Straße „Christoph-Seydel-Straße“ genannt.

### Johann Georg
Christophs Sohn, Johann Georg Seydel (1709–1775), war neben seinem Beruf als „Mechanicus“ und Instrumentenbauer mit gärtnerischen und landschaftsgestaltenden Aufgaben im väterlichen Heilbad betraut. Nach dem Tod Christophs übernahm Johann Georgs ältester Bruder Johann Christoph die Leitung des Bads, die anderen Geschwister bekamen ihre Anteile ausgezahlt. Johann Georg, der neben seinen Aufgaben im Augustusbad auch eine kleine Gärtnerei besaß, verließ 1751 Radeberg mit seiner Familie und siedelte nach Dresden um, wo er als Pächter und Wirt des Gasthauses „Zum letzten Heller“ in der Dresdner Gemarkung Hellerberge, danach in der Schänke „Grüne Thüre“ in der Dresdner Friedrichstadt arbeitete. In den ersten Jahren der Familie in Dresden änderte sich die Schreibweise des Nachnamens von Seydel zu Seidel.

## Erste Generation: Johann Heinrich

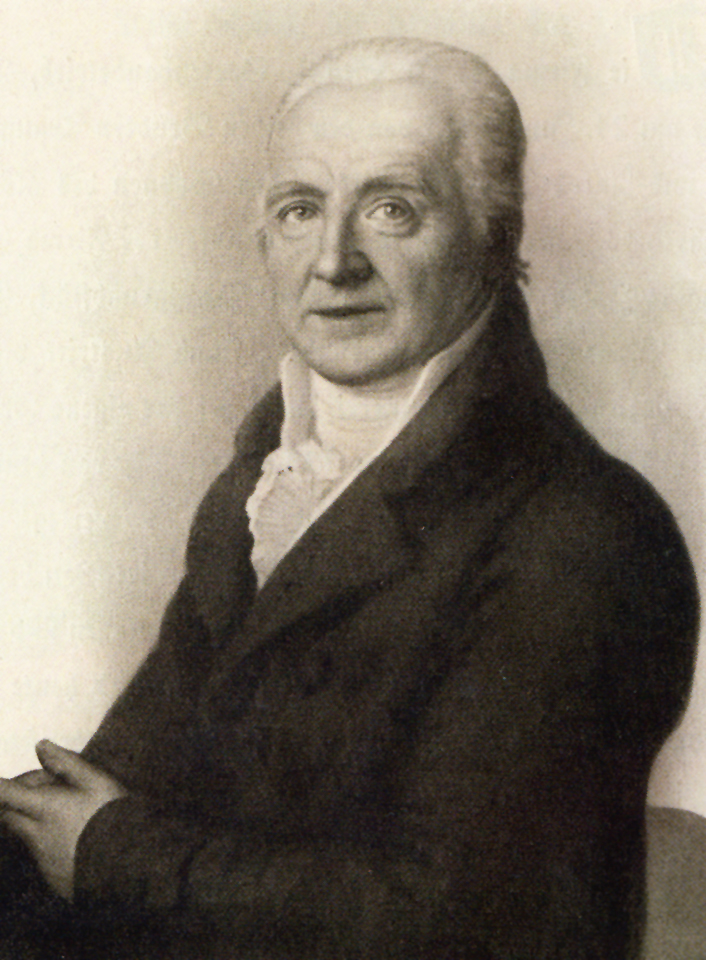
Johann Heinrich

Johann Heinrich Seidel (1744–1815) gilt als „Vater des Dresdner Gartenbaus“. Er absolvierte eine Gärtnerlehre bei Johann Jeremias Unger, dem kurfürstlichen Kunstgärtner des Großen Gartens in Dresden. Nach siebenjähriger Gesellenwanderung durch Europa arbeitete er in der Herzogin Garten in Dresden, wo er ab 1779 als kurfürstlicher Hofgärtner agierte. Unter seiner Regie entstand eine der größten europäischen Pflanzensammlungen jener Zeit. Kataloge aus dem Jahr 1806 verzeichnen 4300 Pflanzenarten und -sorten in Johann Heinrich Seidels Sammlung. Außerdem war er einer der ersten deutschen Gärtner, der sich der Kamelienzucht annahm. Johann Heinrich Seidel hatte mehrfach persönlichen Kontakt mit Johann Wolfgang von Goethe, der Seidels Pflanzensammlung und dessen Fachwissen studierte und als Informationsquelle für sein naturwissenschaftliches Werk Die Metamorphose der Pflanzen benutzte. Nach dem Tod Seidels bewahrte Goethe dessen Pflanzenverzeichnisse in seiner Weimarer Bibliothek auf.

## Zweite Generation: Die Söhne Johann Heinrichs
Von Johann Heinrichs Nachkommen erlernten vier Söhne ebenfalls den Beruf des Gärtners. Jacob Friedrich und Traugott Leberecht gründeten die Seidelsche Gärtnerei, Carl August übernahm seine Stellung als Hofgärtner und Gottlob Friedrich eröffnete eine Handelsgärtnerei in Dresden. Zwei der Töchter Johann Heinrichs heirateten andere Hofgärtner.

### Traugott Leberecht und Jacob Friedrich – die Seidelsche Gärtnerei

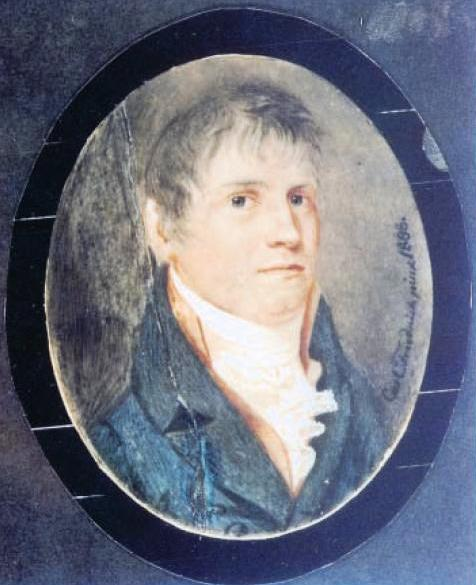
Jacob Friedrich

Jacob Friedrich (1790–1860) absolvierte ab 1810 eine gärtnerische Ausbildung im Jardin des Plantes in Paris. Einer Legende nach soll er im Zuge des Russlandfeldzugs 1812 als Soldat im Dienst Napoleons zurück nach Deutschland gekommen sein, wo er desertierte und wieder nach Dresden ging. Dabei soll er drei Kamelienpflanzen in seinem Rucksack mitgebracht haben, die den Grundstock seiner Pflanzenzucht bildeten; zureichend historisch belegt ist diese Überlieferung allerdings nicht. Anderen Nachforschungen zufolge verließ Seidel Paris als Zivilist. Da Johann Heinrich in einem seiner Kataloge schon 1792 eine blühende Kamelie beschreibt, stammt der Grundstock der Kamelienzucht Jacob Friedrichs wahrscheinlich aus den Beständen seines Vaters, der seit 1807 Kamelien verkaufte.
Im Jahr 1813 pachtete er mit seinem Bruder Traugott Leberecht (1775–1858) ein Grundstück an der Kleinen Plauenschen Gasse in der Dresdner Seevorstadt und gründete am 24. Juni des Jahres eine Zierpflanzen-Erwerbsgärtnerei, die erste deutsche Handelsgärtnerei, die auf Zierpflanzenbau spezialisiert war. Die Seidelsche Gärtnerei gilt als Grundstein des Gartenbaus in Sachsen. Zunächst handelten die Gebrüder Seidel mit vielen verschiedenen Pflanzenarten, spezialisierten sich aber bereits wenige Jahre nach der Gründung auf die Anzucht von Kamelien, später auch auf Azaleen und andere Rhododendren. Im Jahr 1819 wurde die Seidelsche Gärtnerei aus Platzgründen in die Pirnaische Vorstadt verlegt. An der Äußeren Rampischen Gasse entstand eine ein Hektar große Gärtnerei.
Traugott Leberecht heiratete eine Frau aus Wien. Spätestens im Jahr 1825 siedelte er dorthin über und eröffnete im Vorort Penzing einen Kamelien- und Azaleenhandel, außerdem betrieb er ein Camellien-Lokal in der Stadt. Zu den Gästen in seiner Gärtnerei und in seinem Lokal zählten unter anderen der österreichische Kaiser Franz I. und Marie-Louise von Österreich. Traugott Leberechts Züchtungen, die auf den Dresdner Pflanzen basierten, wurden unter anderem auf der ersten öffentlichen Pflanzenschau Wiens 1827 mit mehreren Auszeichnungen gewürdigt.

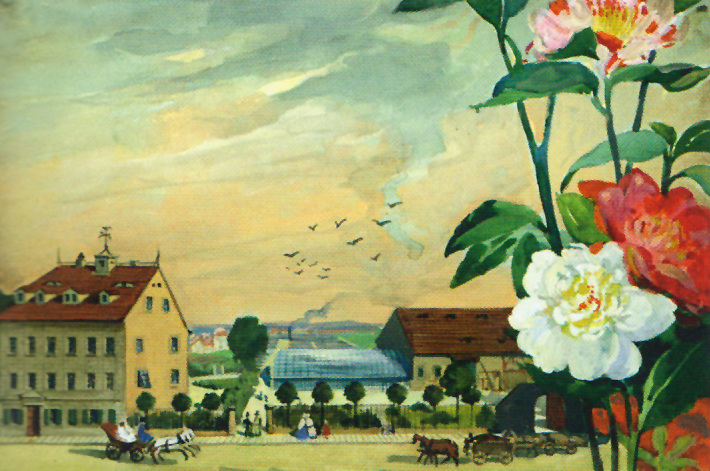
Gärtnerei mit Prachtglashaus an der Äußeren Rampischen Gasse

Jacob Friedrich übernahm das Unternehmen in Dresden. Das Geschäft wuchs stetig, so dass die Gärtnerei mehrfach vergrößert werden musste. Der Großherzog Karl August von Sachsen-Weimar-Eisenach besuchte 1827 gemeinsam mit Johann Wolfgang von Goethe, der bereits mit dem Vater der Brüder korrespondierte, die Gärtnerei und äußerte sich begeistert über die Kamelienzüchtungen. Die Anzahl der Kameliensorten wurde unter der Leitung Jacob Friedrichs ständig erweitert. Im Jahr 1824 waren 19 Sorten verzeichnet. Nach 50 Sorten im Jahr 1830 stieg die Anzahl bis 1836 auf 308 Sorten. Die größte Zahl an angebotenen Sorten wurde 1862 mit 1100 erreicht. Aus wirtschaftlichen Gründen wurde die Sortenzahl auf 500 reduziert, unter der Leitung seines Sohnes Hermann waren im Jahr 1894 noch 190 Sorten verzeichnet. Seidel begann mit der Kultivierung einzelner spezieller Kamelien. Die Züchtungen der Seidelschen Gärtnerei erlangten schnell überregionale Anerkennung, Jacob Friedrich wurde im Volksmund als „Kamelien-Seidel“ bezeichnet. Im Jahr 1842 betrugen seine Bestände 100.000 Pflanzen, diese Zahl wuchs im Jahr 1849 auf 136.000 Pflanzen. Um seine Züchtungen international bekannt zu machen, nahm Jacob Friedrich an zahlreichen Ausstellungen im In- und Ausland teil und organisierte eigene Blumenschauen in Dresden. Die Seidelsche Gärtnerei exportierte Kamelien unter anderem nach Österreich, Ungarn, Polen, Russland und in die heutige Ukraine. Im Jahr 1852 errichtete Jacob Friedrich das sogenannte „Prachtglashaus“ in seiner Gärtnerei, ein etwa 23 Meter langes, 10 Meter breites und 8,50 Meter hohes Gebäude aus Stahl und Glas, in dem er eine englische Parklandschaft mit verschiedenen Kamelien, Azaleen und anderen Rhododendren einrichtete und der Öffentlichkeit zugänglich machte.
Außer mit Kamelien handelte Seidel auch mit Azaleen. Der Katalog von 1836 führte zwölf Sorten, 1846 war die Anzahl bereits auf 200 angestiegen. Die heute bekannte Erika wurde in Deutschland erstmals in einem Katalog der Firma Seidel im Jahr 1846 aufgeführt.

### Carl August
Carl August Seidel (1782–1868) erlernte wie Johann Heinrich den Beruf des Kunstgärtners. Er arbeitete zunächst als Adjunkt für seinen Vater in der Herzogin Garten, bis er im Jahr 1815 nach dessen Tod den Posten des Hofgärtners übernahm. Als Carl Augusts wichtigstes Betätigungsfeld galt die Pflege der Orangerie und die Bekämpfung der sogenannten Orangen-Krankheit, einer Schädigung der Zitruspflanzen, die bereits am alten Standort der Orangerie im Zwinger ausgebrochen war. Seine Erkenntnisse im Umgang mit der Pflanzenkrankheit veröffentlichte er 1842 im Buch Ausführliche Anweisung zur richtigen Pflege und Behandlung großer Orangerien.

### Gottlob Friedrich
Gottlob Friedrich Seidel (1779–1851) eröffnete seine Handelsgärtnerei und Samenhandlung in der Grünen Gasse in der Wilsdruffer Vorstadt (heute Grüne Straße) in unmittelbarer Nähe von der Herzogin Garten, wo sein Vater Johann Heinrich und später sein Bruder Carl August als Hofgärtner wirkten. Gottlob Friedrich verkaufte neben Kräuter- und Gemüsesämereien auch Zierpflanzen wie Kamelien, Begonien und verschiedene Heidekrautgewächse. Neben der Gärtnerei war Gottlob Friedrich auch als Verfasser verschiedener Aufsätze und Schriften tätig. Als sein wichtigstes Werk gilt Der exotische Gärtner oder die Art und Weise, wie die Engländer die Pflanzen in den Gewächshäusern behandeln und vermehren, eine Übersetzung und Erweiterung des englischen Originals von John Cushing, das in mehreren Auflagen zwischen 1818 und 1825 verlegt wurde.

## Dritte Generation: Traugott Jacob Hermann

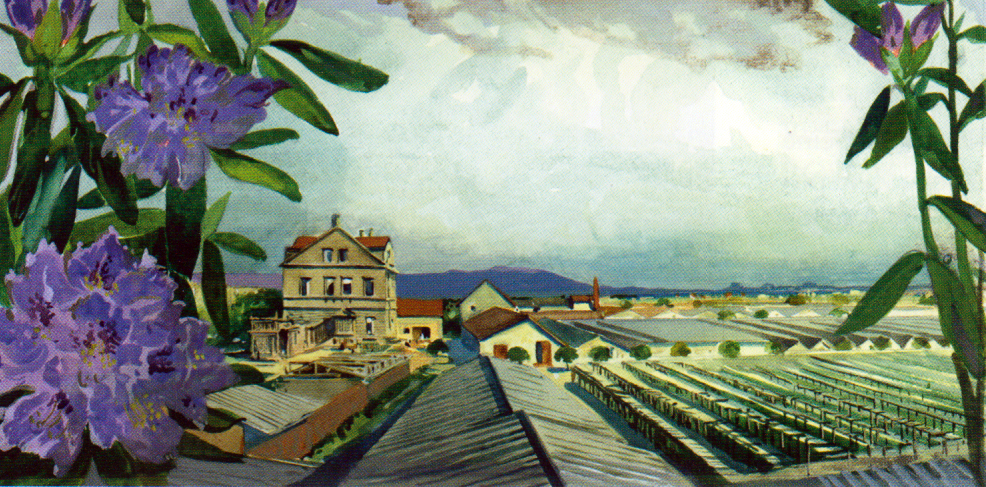
Seidelsche Gärtnerei in Striesen

Hermann Seidel (1833–1896), der Sohn Jacob Friedrichs, übernahm 1860 die Geschäfte der Seidelschen Gärtnerei. Während seiner Lehrjahre in England und Frankreich hatte er Züchtungen winterharter Rhododendren kennengelernt, die in Deutschland zu dieser Zeit noch unbekannt waren, und begann sie in seiner Heimat zu kultivieren. Er verlegte die Gärtnerei 1865 aus Platzgründen nach Striesen, das in den folgenden Jahren als einflussreichster Zuchtstandort für Azaleen, Kamelien und Rhododendren im deutschsprachigen Raum international bekannt wurde. Seine Züchtungen wurden unter anderem auf der World’s Columbian Exposition in Chicago gezeigt. König Albert von Sachsen wollte Hermann für die Organisation der 1. Internationalen Gartenbauausstellung 1887 den Titel eines Kommerzienrates verleihen, was dieser jedoch mit den Worten „Ich bleibe der alte Kunst- und Handelsgärtner Seidel, der ich bisher war“ ablehnte. Die Striesener Gärtnerei wurde im Lauf der Jahrzehnte mehrfach erweitert, unter anderem erwarb Seidel einen Kiefernwald, in dem er seine Rhododendren kultivierte und den er aufgrund der damaligen Lage am Rand der bewohnten Gebiete auf den Namen „Sansibar“ taufte. Auf diesem Teil der ehemaligen Gärtnerei in Striesen befindet sich seit den 1920er Jahren der Hermann-Seidel-Park. In Laubegast wurde 1897 eine Straße nach Hermann benannt.
Nach der ersten deutschen Azaleenzüchtung durch den Dresdner Gärtner Ludwig Leopold Liebig im Jahr 1843 brachte Seidel als zweiter deutscher Gärtner 1867 eine eigene Azaleenzüchtung auf den Markt. Ab 1884 führte Seidel eine Azaleen-Veredlung auf der Rhododendron-Sorte Cunninghams White ein, die sich als neue Veredelungsunterlage schnell durchsetzen konnte und zu einem Qualitätssprung und damit zu einer Verdrängung der bis dahin wirtschaftlich starken belgischen Konkurrenz führte. Drei Seidelsche Azaleenzüchtungen von 1890 gehören heute zur Sammlung im Schloss Zuschendorf. Die in der Sammlung vorhandene Sorte Frau Hermann Seidel (1880) stammt jedoch von den Gebrüdern Mardner, Pflanzenzüchtern aus Mainz.

## Vierte und fünfte Generation: Die Nachkommen Hermanns
Hermanns Söhne Traugott Jacob Rudolf (1861–1918) und Traugott Jacob Heinrich (1864–1934) begannen 1883 bzw. 1889 in der väterlichen Gärtnerei zu arbeiten. Für eine Ausstellung im Berliner Central-Hotel transportierten Rudolf und sein Vater im Jahr 1885 über 2000 Rhododendronpflanzen, darunter auch 30 selbst gezüchtete Sorten, per Eisenbahn in acht Wagons in die Hauptstadt, wo sie eine 520 Quadratmeter große Fläche im Wintergarten des Hotels bepflanzten. Rudolf und Heinrich erwarben bereits zu Lebzeiten ihres Vaters ein großes Areal in Laubegast und begründeten dort 1893 den neuen Standort der Familiengärtnerei. Zu Beginn des 20. Jahrhunderts wurde das Unternehmen durch die Übernahme der benachbarten Helbigschen Gärtnerei im Jahr 1902 deutlich vergrößert.
Nach dem Tod Hermanns erwarben Traugott Jacob Rudolf und Traugott Jacob Heinrich 1897 zusätzlich ein großes Moorgebiet am Wasserstrich zwischen Grüngräbchen und Schwepnitz, auf dem sie mit der Anpflanzung von Rhododendren begannen. Am 1. Januar 1900 teilten die Brüder das Unternehmen auf. Heinrich übernahm den Dresdner Betrieb und Rudolf führte seither die Geschäfte in Grüngräbchen.
Hermanns Tochter Rosalie heiratete in die Gärtnerdynastie Bouché ein.

### Dresdner Zweig: Traugott Jacob Heinrich, Traugott Jacob Otto Herbert und Frieda Seidel

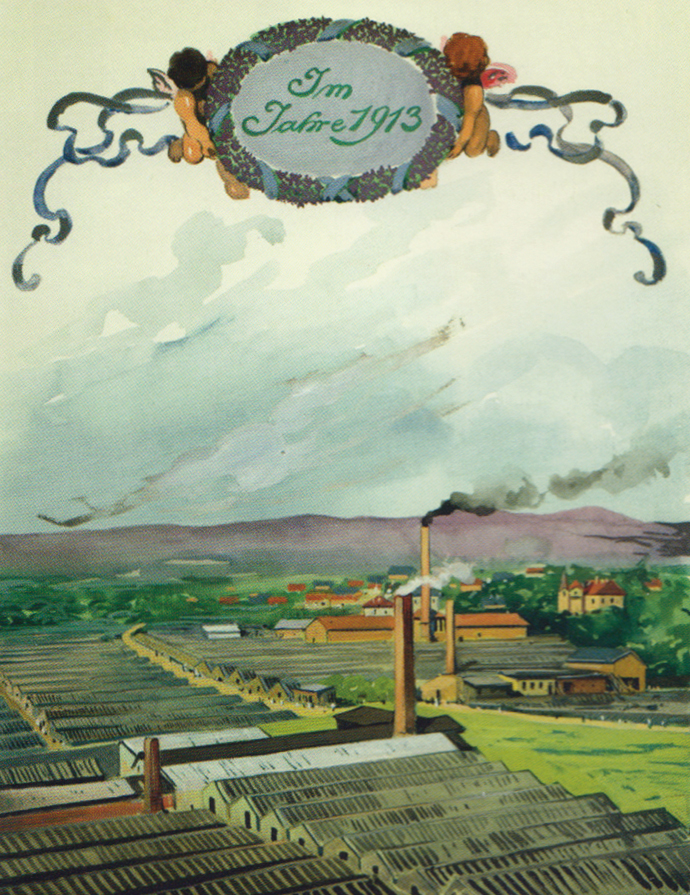
Seidelsche Gärtnerei in Laubegast

Zum 100. Firmenjubiläum im Jahr 1913 war der Gartenbaubetrieb T.J. Seidel in Laubegast 15 Hektar groß, verfügte über 84 Gewächshäuser und beschäftigte in den Sommermonaten mehr als 125 Arbeitskräfte. Überlieferte Dokumente belegen für diese Zeit einen Bestand von 500.000 Azaleen (davon 130.000 pro Jahr verkaufsfertig), 120.000 Kamelien (30.000 verkaufsfertig), 35.000 Rhododendren (10.000 verkaufsfertig) sowie 20.000 jährlich verkauften Eriken. Heinrich Seidel wurde anlässlich des Jubiläums zum Ritter I. Klasse des Albrechts-Ordens ernannt. Der Ausbruch des Ersten Weltkriegs brachte die Geschäfte der Gärtnerei beinahe zum Erliegen. Der Wegfall der Exporte, vor allem derer nach Russland, wirkten sich maßgeblich auf die wirtschaftliche Situation Seidels aus. Die Pflanzenproduktion wurde stark eingeschränkt und zu großen Teilen auf die Anzucht von Nutzpflanzen umgestellt. Jedoch gelang Heinrich in Zusammenarbeit mit seinem Schwager Friedrich Bouché, die gezüchteten Sorten zu erhalten.
Traugott Jacob Heinrichs Sohn Traugott Jacob Otto Herbert (1896–1941) stieg 1921 in die Geschäftsleitung ein. Nach der Hyperinflation 1923 entwickelte Seidel die Gärtnerei erneut zu einem erfolgreichen und angesehenen Unternehmen. Mit der Sächsischen Gesellschaft für Botanik und Gartenbau organisierte er 1926 die Gartenbauausstellung in Dresden, die innerhalb von sechs Monaten mehr als drei Millionen Menschen besuchten. Eine Annonce aus dem Jahr 1926 bezeichnet die Seidelsche Gärtnerei als „älteste und größte Versandgärtnerei Dresdner Sonderanzuchten“, die auf einer Fläche von 16 Hektar Pflanzen in „90 Gewächshäusern, 34 heizbaren Frühbeetkästen und anderen Kultureinrichtungen“ züchtet. Als jährlicher Bestand der zu verkaufenden Pflanzen der Gärtnerei wurden 150.000 Azaleen, 10.000 weitere Rhododendren, 30.000 Kamelien, 25.000 Heidekräuter und 15.000 Palmengewächse angegeben. Herbert war der erste Vorsitzende der 1929 gegründeten „Vereinigung der Azaleen-, Kamelien- und Erikenzüchter Deutschlands“, die sich der Förderung des praktischen Pflanzenschutzes verschrieben hatte. Nach dem Tod seines Vaters im Jahr 1934 übernahm Herbert das Unternehmen. Er führte ein Sortiment von 63 Kameliensorten weiter. Die Verkaufszahlen von 1938 belegen 175.000 Azaleen, 35.000 Kamelien, 5000 Rhododendren, 15.000 Eriken und 45.000 Hortensien. Nach dem Tod Herberts 1941 hatte seine Witwe Frieda Seidel (1899–1986) die Gärtnerei bis zu deren Auflösung nach dem Zweiten Weltkrieg inne. Die Seidelschen Züchtungen konnten über die Zeit des Krieges weitestgehend bewahrt werden.

### Grüngräbchener Zweig: Traugott Jacob Rudolf und Traugott Jacob Herrmann

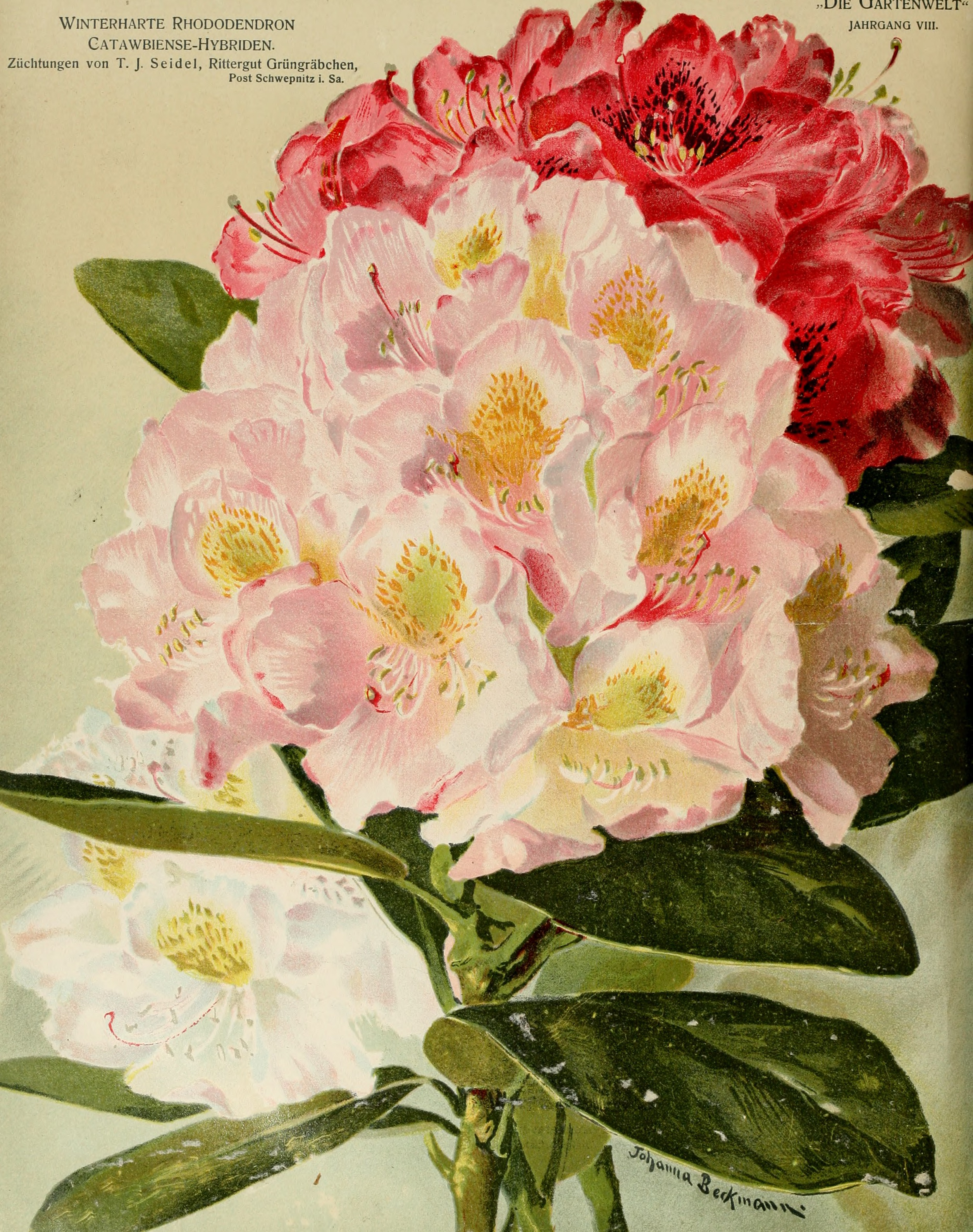
Seidelsche Rhododendron-Züchtungen aus Grüngräbchen, 1903

Traugott Jacob Rudolf begann 1897 in Grüngräbchen winterharte Rhododendren zu züchten. Die ursprünglichen Sorten stammten aus der Dresdner Gärtnerei. Die Durchschnittstemperatur in Grüngräbchen, die etwa 4 Grad Celsius unter der in Dresden lag, und der morastige Boden bildeten eine optimale Grundlage für die Rhododendren. Im Winter 1899/1900 fielen die Temperaturen auf bis zu minus 30 Grad Celsius, was dazu führte, dass nur wirklich winterharte Sorten Bestand hatten. Diese verwendete Rudolf zur Kreuzung neuer Hybride. In Grüngräbchen wurde die Wandlung von der Rhododendronzucht als Spezialkultur im Sinne eines Zierpflanzenbetriebes zur Baumschulkultur vollzogen. Die Rhododendronzucht Rudolfs gewann schnell internationales Ansehen, so wurden seine Pflanzen zum Beispiel auf der Pariser Weltausstellung 1900 ausgezeichnet. Für die Internationale Kunst-Ausstellung und Grosse Gartenbau-Ausstellung 1904 im Düsseldorfer Rheinpark Golzheim wurde ein Sonderzug zwischen Grüngräbchen und dem Veranstaltungsort eingesetzt, der in neun Wagons bis zu drei Meter hohe Rhododendronpflanzen transportierte. Rudolf unterhielt Kontakte zum russischen Zaren Nikolaus II., ebenso zählte der letzte deutsche Kaiser Wilhelm II. zu seinen Kunden. Für 1910 ist ein Pflanzenbestand von 300.000 Stück überliefert. Im selben Jahr wurde der Betrieb in „T.J. Rudolf Seidel, Gartenverwaltung Grüngräbchen“ umbenannt.
Nach Rudolfs Tod im Jahr 1918 übernahm sein Sohn Traugott Jacob Herrmann (1890–1957) das Geschäft in Grüngräbchen und führte die Zucht von winterharten Rhododendron-Hybriden fort. Bereits 1920 hatte die Pflanzenproduktion wieder den Umfang der Zeit vor dem Weltkrieg erreicht. Seidel richtete die Gärtnerei außerdem auch für die Öffentlichkeit her. Für die 1930er Jahre sind während der Rhododendronblüte tägliche Besucherzahlen von bis zu 3000 verzeichnet. Die vorerst letzten Kreuzungen wurden von Herrmann im Jahr 1938 durchgeführt. Durch Krieg und Gefangenschaft geriet Herrmann in den westlichen Teil Deutschlands, wo er am 26. Juli 1957 in Hannover starb.

### Rosalie Bouché (geb. Seidel)

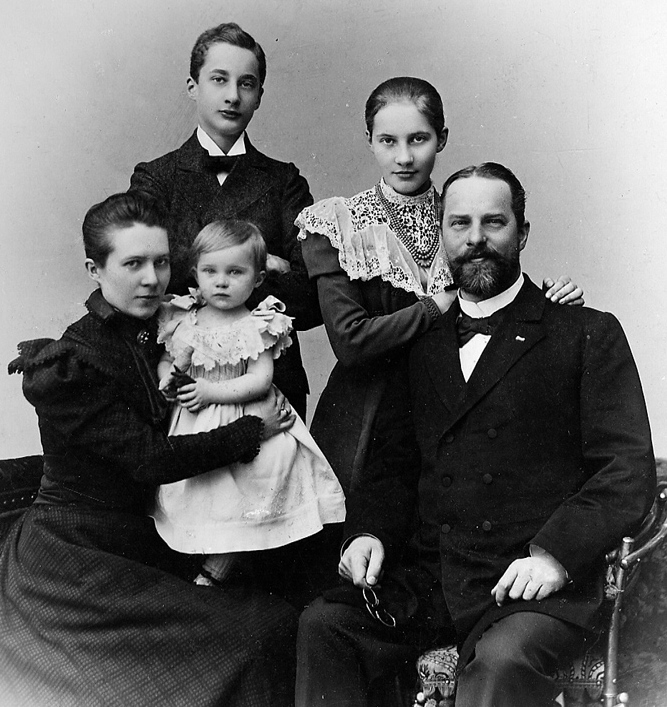
Rosalie (links) mit Familie

Hermanns Tochter Rosalie Seidel (1867–1945) verknüpfte die Geschäfte der Seidels mit denen der ursprünglich aus Berlin stammenden Gärtnerdynastie Bouché. Sie heiratete 1895 den Königlichen-Sächsischen Obergartendirektor Friedrich Bouché, der sich vor allem durch die Erhaltung und Erweiterung des Großen Gartens, als Gründungsmitglied des Vereins deutscher Gartenkünstler und als Vorsitzender der Sächsischen Gesellschaft für Botanik und Gartenbau einen Namen machte. Das Paar hatte eine gemeinsame Tochter (Johanna, 1896–1957). Während des Ersten Weltkriegs ermöglichte die Verbindung Seidel-Bouché die Nutzung der Hofgärtnerei am Schloss Pillnitz als Zucht- und Überwinterungsstandort für die Seidelschen Pflanzenzüchtungen sowie als Lehr- und Forschungseinrichtung. Auf diese Weise wurden die Züchtungen der Seidels erhalten, da alle anderen Gärtnereien kriegsbedingt ihre Produktion auf Nutzpflanzen umstellen mussten. Die Pillnitzer Sammlung bildete eine Basis für den Pflanzenbestand des Kamelienschlosses in Zuschendorf.
Nach Rosalie wurde die Seidelsche Rhododendronzüchtung Frau Rosalie Seidel benannt, welche die Deutsche Gärtner-Zeitung im Jahr 1885 als „einen wichtigen Fortschritt in der Reihe der weißblühenden Rhododendren“ darstellte.

## Sechste und siebente Generation: Das Familienunternehmen von 1945 bis in die Gegenwart
Nach dem Zweiten Weltkrieg wurde die Gärtnerei in Laubegast enteignet und in einen staatlichen Betrieb eingegliedert. Am Standort in Grüngräbchen wurde die Pflanzenzucht wieder aufgenommen und bis in die Gegenwart fortgeführt.
Wolfgang Seidel (* 1928), Sohn des letzten Seidelschen Inhabers der Dresdner Gärtnerei, eröffnete 1968 in der Nähe von Sala in Schweden eine Baumschule, die bis in die Gegenwart von seinen Nachkommen fortgeführt wird (Stand 2013).

### Dresdner Zweig
Der Dresdner Unternehmenszweig wurde in der Nachkriegszeit beschlagnahmt und 1946 durch den Volksentscheid in Sachsen enteignet. Bis 1949 wurde der Betrieb als „Dresdner Azaleen- und Kamelienkulturen“ geführt, danach in ein Kommunales Wirtschaftsunternehmen überführt. Von 1953 bis 1967 war die ehemalige Seidelsche Gärtnerei ein Teil des VEB (K) Gartenbau, danach wurde sie dem VEG Saatzucht Zierpflanzen Erfurt angegliedert. Von 1984 bis 1989 war das ehemalige Unternehmen ein Teilbetrieb des VEG Saatzucht Zierpflanzen Dresden, nach der Wende bis zur endgültigen Auflösung durch die Treuhandanstalt 1990 gehörte es zur Dresdner Pflanzen GmbH. Die verstaatlichte Gärtnerei züchtete weiterhin auf der Grundlage der Seidelschen Kameliensorten, 1956 wurden die Kamelien durch das Sortenamt Nossen zum „Erhaltungssortiment der DDR“ ernannt. Nach 1990 wurde das 7 Hektar große Gelände der Gärtnerei mit einer Wohnanlage „Wohnpark Solitude“ überbaut. Das Gelände befindet sich im westlichen Teil von Laubegast im Areal der Salzburger Straße, Steirischen Straße und Tauernstraße. Den Gärtnern des staatlichen Betriebes gelang es, die Seidelschen Pflanzenzüchtungen in die botanischen Sammlungen auf Schloss Zuschendorf zu überführen.

### Grüngräbchener Zweig: Ursula Seidel, Ludwig und Christian Schröder
In Grüngräbchen konnte nach dem Zweiten Weltkrieg, anders als in Laubegast, eine Enteignung der Gärtnerei mithilfe des Bürgermeisters verhindert werden. Herrmanns Tochter Ursula Seidel (1917–1997) nahm die Rhododendronzucht wieder auf, da ihrem Vater, der als Kriegsgefangener in die britische Besatzungszone geraten war, die Rückkehr nach Grüngräbchen nicht gelang. Später stieg auch ihr Ehemann Ludwig Schröder (1915–2005) in die Geschäftsleitung ein. Im Jahr 1986 übergaben sie die Gärtnerei an ihren Sohn Christian (* 1955). Auf der Ausstellung „Dresdner Blumenfrühling“ im Jahr 1988 wurden zum Thema „175 Jahre Sächsische Moorbeetkulturen“ zahlreiche Rhododendren aus Grüngräbchen gezeigt, die anschließend in die botanischen Sammlungen auf Schloss Zuschendorf verbracht wurden. Nach der Wende kamen noch einmal verschiedene Züchtungen hinzu. Das Unternehmen firmiert heute (Stand 2017) unter „T. J. Rud. Seidel Rhododendronkulturen“. Auf fünf Hektar Fläche werden Pflanzen gezüchtet, auf weiteren zehn Hektar finden sich alte Rhododendronbestände. Insgesamt wachsen in Grüngräbchen mehr als 300 verschiedene Rhododendrensorten. Eine Straße im Ort wurde zu Ehren des Begründers des Grüngräbchener Unternehmenszweiges „Rudolf-Seidel-Straße“ genannt. Zur Blütezeit im späten Frühling ist die Grüngräbchener Gärtnerei jährlich ein Anlaufpunkt für tausende Besucher.

## Errungenschaften und Vermächtnis der Familie

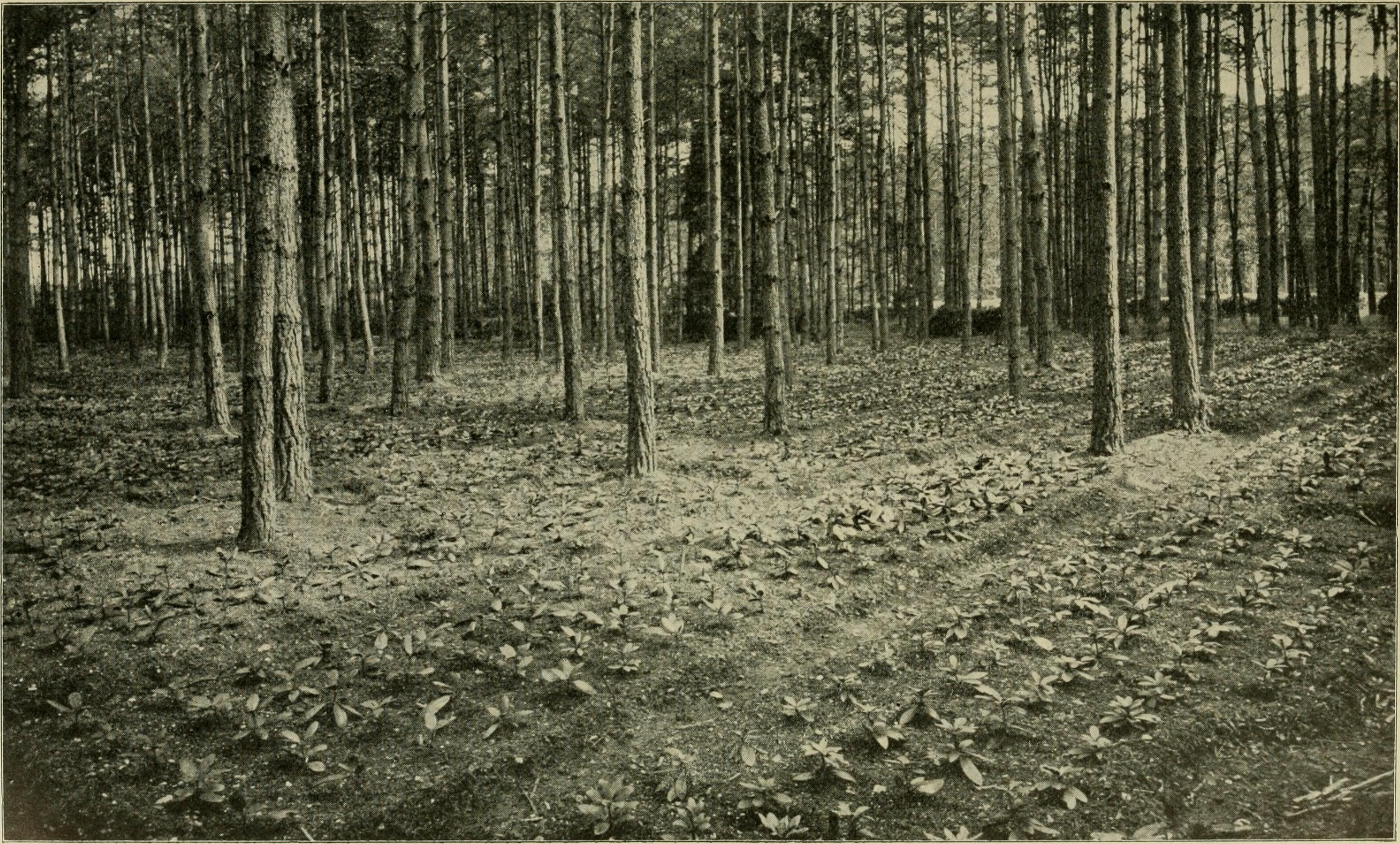
„Rhododendrenwald“ mit einjährigen Pflanzen in Grüngräbchen, 1912

Die Züchtungen und Aktivitäten der Gärtnerfamilie beeinflussten den Dresdner bzw. sächsischen Gartenbau über mehrere Jahrhunderte entscheidend und tun dies zum Teil bis in die Gegenwart. Zudem prägen die Seidelschen Pflanzen mehrere botanische sowie genetische Sammlungen.

### Gartenbaustandort Dresden
Bereits Johann Heinrich hatte in seiner Pflanzensammlung den Grundstein für die sogenannten „Sächsischen Moorbeetkulturen“ gelegt. Darunter verstand man Pflanzen, die ähnliche Bodenbedingungen benötigen (in diesem Fall morastige, saure Böden), aber zu verschiedenen Familien gehören (Kamelien: Teestrauchgewächse; Rhododendren und Erikas: Heidekrautgewächse). Die Gründung der Seidelschen Gärtnerei 1813 gilt als Übergang von den bis dahin vorherrschenden Hof- und Liebhabergärtnereien zu Kunst- und Handelsgärtnereien. Die Brüder Seidel waren die ersten deutschen Zierpflanzenzüchter, die sich mit der Kamelienzucht auf eine Spezialkultur festlegten. Viele weitere Unternehmen folgten in den kommenden Jahrzehnten ihrem Beispiel. Im 19. Jahrhundert galt Dresden als weltweit größtes Anbaugebiet für Moorbeetkulturen. Nachdem Hermann die Gärtnerei 1865 nach Striesen verlegt hatte, entwickelte sich der Ort zu einem Zentrum des sächsischen Gartenbaus. Bis 1890 hatten sich insgesamt 52 Kunst- und Handelsgärtnereien angesiedelt. Sowohl die weltweiten Exporte der Züchtungen, mit denen bereits Jacob Friedrich begann, als auch die Präsentation der Pflanzen für die Öffentlichkeit auf Ausstellungen und internationalen Messen sorgten dafür, dass Sachsen und speziell Dresden für lange Zeit als ein Zentrum des deutschen Gartenbaus galt.

### Der „Japan“
Eine Seidelsche Entwicklung, die den sächsischen Gartenbau nachhaltig beeinflusste, war der sogenannte „Japan“. Der Japan war eine spezielle Variante eines Gewächshauses, die vor allem in der Kamelienzucht Verwendung fand. Die Erfindung ist in die Zeit Jacob Friedrichs und seines Sohnes Hermann datiert. Wer von beiden der eigentliche Erfinder war oder ob sie den Japan zusammen entwickelten, ist in verschiedenen Quellen nicht übereinstimmend überliefert. Zum sicheren Überwintern der Kamelienzüchtungen mussten die Pflanzen bei Temperaturen über dem Gefrierpunkt gelagert werden. Um der finanziellen Belastung zu entgehen, die beim Bau der erforderlichen beheizten Gewächshäuser entstanden wäre, ließ Seidel die Kamelien in großen Kästen pflanzen, die zu einem Teil in der Erde vergraben waren. Im Winter wurden diese mit Brettern und Laub abgedeckt, dadurch war nur ein geringer Heizaufwand vonnöten. Die Bezeichnung soll von einem Freund der Familie Seidel stammen, der nach einer Reise diese Art der Anpflanzung in der Gärtnerei sah und ausrief: „Die Kamelien wachsen hier ja wie in Japan“. Das Modell des Japans setzte sich erfolgreich in vielen sächsischen Gartenbauunternehmen durch und wurde bis ins 20. Jahrhundert von Gärtnereien und Baumschulen verwendet.

### Flora – Sächsische Gesellschaft für Botanik und Gartenbau

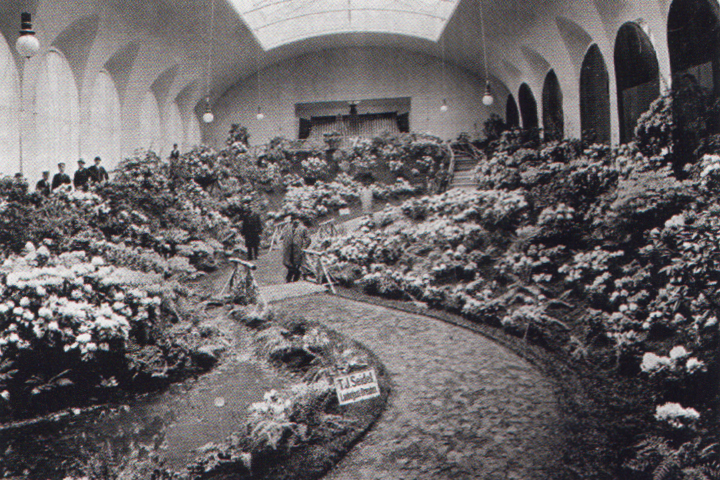
Seidelsche Züchtungen auf der II. Internationalen Gartenbauausstellung Dresden 1896

Die Sächsische Gesellschaft für Botanik und Gartenbau („Flora“) wurde von mehreren Generationen der Seidels aktiv beeinflusst. Jacob Friedrich unterstützte bereits die ersten Pflanzenschauen 1828 mit mehreren seiner Züchtungen und hielt Referate über die Kultivierung von Kamelien. Von 1843 bis 1845 übte er das Amt des Zweiten Direktors der Gesellschaft aus. Damit oblag ihm die Verantwortung für die Organisation und Durchführung der jährlich in Dresden stattfindenden botanischen Frühjahrs- und Herbstausstellungen. Jacob Friedrichs Sohn Hermann wurde ebenfalls Mitglied der Flora. Er war Teil des Ausschusses zur Prüfung von Pflanzenneuheiten, kümmerte sich um finanzielle Angelegenheiten der Gesellschaft und war maßgeblich an der Organisation der jährlichen Ausstellungen beteiligt. Weltweite Bekanntheit erreichten Hermann Seidel und die Flora mit der Ausrichtung der 1. Internationalen Gartenbauausstellung 1887 in Dresden. Bei der Organisation der Internationalen Gartenbauausstellungen in den Jahren 1896 und 1907 waren Hermanns Söhne Rudolf und Heinrich, ebenfalls in Zusammenarbeit mit der Flora, die treibenden Kräfte. Heinrich war außerdem nach dem Ersten Weltkrieg als Obmann im Prüfungsausschuss der Gärtnerlehranstalt, die von der Flora betrieben wurde. Die Planung der von der Gesellschaft abgehaltenen Jubiläums-Gartenbau-Ausstellung 1926 übernahm Heinrich Seidel gemeinsam mit Theodor Simmgen und Wilhelm von Uslar. Nach der erfolgreichen Durchführung der Ausstellung mit über drei Millionen Besuchern wurde Seidel zum Ehrenmitglied der Gesellschaft ernannt.

### Gärtnerische Ausbildung in Sachsen
Die Sächsische Gesellschaft für Botanik und Gartenbau gründete 1874 die „Gartenbauschule der Gesellschaft Flora“, nachdem die 1856 eröffnete Gärtnerlehranstalt des Landwirtschaftlichen Kreisvereins zu Dresden aufgelöst wurde. Der Verband sächsischer Gartenbauvereine, dem auch die Flora angehörte, forderte auf seiner Hauptversammlung im Jahr 1888 die Einrichtung einer selbstständigen Lehreinrichtung, um die Aus- und Weiterbildung sächsischer Gartenbauer zu fördern. Die erste höhere Gartenbauschule, die eng mit den Dresdner Gärtnereibetrieben zusammenarbeitete, wurde 1892 in Striesen eröffnet. Rudolf Seidel, Vorsitzender des Gartenbauverbandes für das Königreich Sachsen, betonte 1897 die Notwendigkeit, den Schülern Einblicke in die gartenbaulichen Betriebe zu geben. Aufgrund des großen Zuspruchs musste die Lehranstalt 1907 vergrößert werden und wurde daraufhin nach Laubegast auf das Grundstück der Seidelschen Gärtnerei verlegt. Diese Gartenbauschule war die Vorgängereinrichtung der 1922 gegründeten „Höheren Staatslehranstalt“ in Pillnitz, die bis in die Gegenwart als Fachschule für Agrartechnik und Gartenbau existiert.

### Botanische Sammlungen

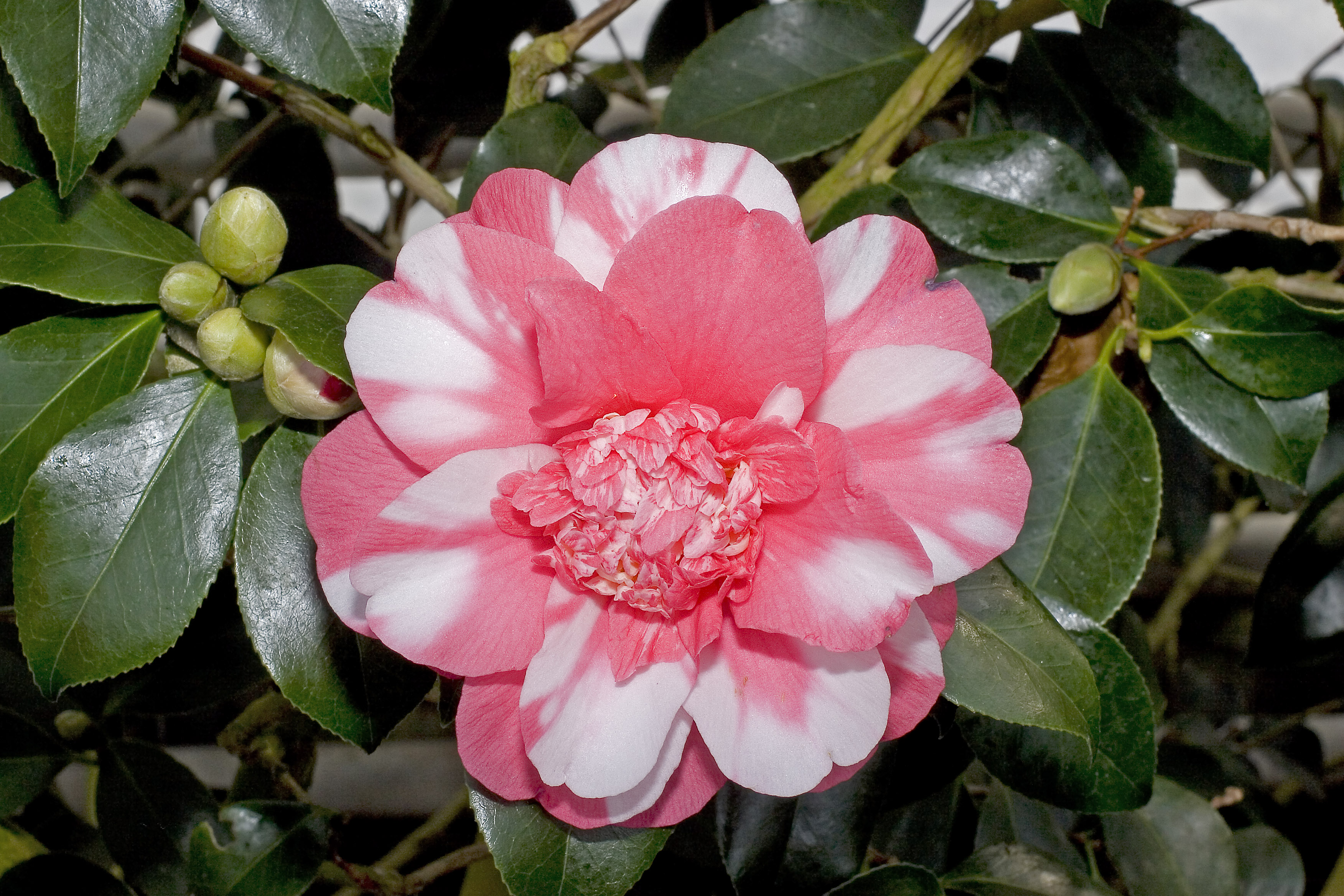
Kamelie auf Schloss Zuschendorf

Nach der Wende 1989 wurde das Schloss Zuschendorf in Pirna saniert. Die dort danach untergebrachten umfangreichen botanischen Sammlungen basieren zu großen Teilen auf Seidelschen Züchtungen. Die Kameliensammlung gilt als die wichtigste deutsche Genbibliothek dieser Pflanzenart. Eine Basis für diese Sammlung bildeten die Kamelienzüchtungen von Johann Heinrich und seinen Söhnen, die von den folgenden Generationen erhalten werden konnten und auch die Zeit der Weltkriege sowie die Verstaatlichung des Unternehmens während der Zeit der DDR überstanden. Die Zuschendorfer Azaleensammlung geht ebenfalls zu Teilen auf Seidelsche Züchtungen zurück. Diese wurden während des Ersten Weltkriegs in der Königlichen Hofgärtnerei in Pillnitz untergebracht und dort bis Ende der 1980er Jahre weiter gezüchtet, ehe sie auf Schloss Zuschendorf verbracht wurden. Die Rhododendronsammlung in Zuschendorf enthält etwa 50 Sorten aus der Seidelschen Gärtnerei in Laubegast sowie zahlreiche Pflanzen aus dem Grüngräbchener Unternehmenszweig. Seit 1993 stehen die Zuschendorfer Azaleen- und Kameliensammlungen unter Denkmalschutz und befinden sich im Besitz des Freistaates Sachsen.
Die Kameliensammlung auf Schloss Königsbrück, die durch die ältesten zusammenstehenden Kamelien in Europa international bekannt ist, enthält neun Kamelien, die ursprünglich aus der Seidelschen Sammlung zur Zeit der Hofgärtnerei entstammen.
Das Unternehmen T. J. Rud. Seidel Rhododendronkulturen in Grüngräbchen ist Partner der Deutschen Genbank Rhododendron, einer Initiative zur Erhaltung und Dokumentation der Vielfalt von Rhododendrensorten, die 2008 von der Lehr- und Versuchsanstalt für Gartenbau Bad Zwischenahn in Zusammenarbeit mit der Landwirtschaftskammer Niedersachsen gegründet wurde und seit 2014 durch das Bundessortenamt koordiniert wird.
In der Sammlung der Lehr- und Versuchsanstalt Bad Zwischenahn befinden sich 110 Seidelsche Rhododendron-Hybriden aus Grüngräbchen.

## Stammbaum
| | | | | | |  |  |                                                                  |                                                                  |                                                                  |                                                                  | Christoph Seydel (1670–1747) Bürgermeister, Gründer des Augustusbads; Radeberg (Bürgermeister von 1707 bis 1744) |                                                                  |  |  | | | | | | |  |  | | | | | | |  |  | | | | | | |  |  |  |  |  |  |  |  |  |  |  |  |  |  |  |  |  |  |  |  |  |  |  |  |
| | | | | | |  |  |                                                                  |                                                                  |                                                                  |                                                                  | |                                                                  |  |  | | | | | | |  |  | | | | | | |  |  | | | | | | |  |  |  |  |  |  |  |  |  |  |  |  |  |  |  |  |  |  |  |  |  |  |  |  |
| | | | | | |  |  |                                                                  |                                                                  |                                                                  |                                                                  | Johann Georg (1709–1775) Gärtner (Augustusbad), Blumenhändler, Wirt; Umzug der Familie nach Dresden              |                                                                  |  |  | | | | | | |  |  | | | | | | |  |  | | | | | | |  |  |  |  |  |  |  |  |  |  |  |  |  |  |  |  |  |  |  |  |  |  |  |  |
| | | | | | |  |  |                                                                  |                                                                  |                                                                  |                                                                  | |                                                                  |  |  | | | | | | |  |  | | | | | | |  |  | | | | | | |  |  |  |  |  |  |  |  |  |  |  |  |  |  |  |  |  |  |  |  |  |  |  |  |
| | | | | | |  |  |                                                                  |                                                                  |                                                                  |                                                                  | Johann Heinrich (1744–1815) Hofgärtner, Pflanzenzüchter; „Vater des Dresdner Gartenbaus“ Der Herzogin Garten     |                                                                  |  |  | | | | | | |  |  | | | | | | |  |  | | | | | | |  |  |  |  |  |  |  |  |  |  |  |  |  |  |  |  |  |  |  |  |  |  |  |  |
| | | | | | |  |  |                                                                  |                                                                  |                                                                  |                                                                  | |                                                                  |  |  | | | | | | |  |  | | | | | | |  |  | | | | | | |  |  |  |  |  |  |  |  |  |  |  |  |  |  |  |  |  |  |  |  |  |  |  |  |
| | | | | | |  |  |                                                                  |                                                                  |                                                                  |                                                                  | |                                                                  |  |  | | | | | | |  |  | | | | | | |  |  | | | | | | |  |  |  |  |  |  |  |  |  |  |  |  |  |  |  |  |  |  |  |  |  |  |  |  |
| Traugott Leberecht (1775–1858) Handelsgärtner, Pflanzenzüchter; Gründer der Seidelschen Gärtnerei; Seevorstadt, später Pirnaische Vorstadt | Traugott Leberecht (1775–1858) Handelsgärtner, Pflanzenzüchter; Gründer der Seidelschen Gärtnerei; Seevorstadt, später Pirnaische Vorstadt | Traugott Leberecht (1775–1858) Handelsgärtner, Pflanzenzüchter; Gründer der Seidelschen Gärtnerei; Seevorstadt, später Pirnaische Vorstadt | Traugott Leberecht (1775–1858) Handelsgärtner, Pflanzenzüchter; Gründer der Seidelschen Gärtnerei; Seevorstadt, später Pirnaische Vorstadt | Traugott Leberecht (1775–1858) Handelsgärtner, Pflanzenzüchter; Gründer der Seidelschen Gärtnerei; Seevorstadt, später Pirnaische Vorstadt | Traugott Leberecht (1775–1858) Handelsgärtner, Pflanzenzüchter; Gründer der Seidelschen Gärtnerei; Seevorstadt, später Pirnaische Vorstadt |  |  | Gottlob Friedrich (1779–1851) Handelsgärtner, Samenhändler       | Gottlob Friedrich (1779–1851) Handelsgärtner, Samenhändler       | Gottlob Friedrich (1779–1851) Handelsgärtner, Samenhändler       | Gottlob Friedrich (1779–1851) Handelsgärtner, Samenhändler       | Gottlob Friedrich (1779–1851) Handelsgärtner, Samenhändler                                                       | Gottlob Friedrich (1779–1851) Handelsgärtner, Samenhändler       |  |  | Carl August (1782–1868) Kunstgärtner; Nachfolger als Hofgärtner                                                        | Carl August (1782–1868) Kunstgärtner; Nachfolger als Hofgärtner                                                        | Carl August (1782–1868) Kunstgärtner; Nachfolger als Hofgärtner                                                        | Carl August (1782–1868) Kunstgärtner; Nachfolger als Hofgärtner                                                        | Carl August (1782–1868) Kunstgärtner; Nachfolger als Hofgärtner                                                        | Carl August (1782–1868) Kunstgärtner; Nachfolger als Hofgärtner                                                        |  |  | Jacob Friedrich (1790–1860) Handelsgärtner, Pflanzenzüchter; „Kamelien-Seidel“ Gründer der Seidelschen Gärtnerei; Seevorstadt, später Pirnaische Vorstadt | Jacob Friedrich (1790–1860) Handelsgärtner, Pflanzenzüchter; „Kamelien-Seidel“ Gründer der Seidelschen Gärtnerei; Seevorstadt, später Pirnaische Vorstadt | Jacob Friedrich (1790–1860) Handelsgärtner, Pflanzenzüchter; „Kamelien-Seidel“ Gründer der Seidelschen Gärtnerei; Seevorstadt, später Pirnaische Vorstadt | Jacob Friedrich (1790–1860) Handelsgärtner, Pflanzenzüchter; „Kamelien-Seidel“ Gründer der Seidelschen Gärtnerei; Seevorstadt, später Pirnaische Vorstadt | Jacob Friedrich (1790–1860) Handelsgärtner, Pflanzenzüchter; „Kamelien-Seidel“ Gründer der Seidelschen Gärtnerei; Seevorstadt, später Pirnaische Vorstadt | Jacob Friedrich (1790–1860) Handelsgärtner, Pflanzenzüchter; „Kamelien-Seidel“ Gründer der Seidelschen Gärtnerei; Seevorstadt, später Pirnaische Vorstadt |  |  | | | | | | |  |  |  |  |  |  |  |  |  |  |  |  |  |  |  |  |  |  |  |  |  |  |  |  |
| Traugott Leberecht (1775–1858) Handelsgärtner, Pflanzenzüchter; Gründer der Seidelschen Gärtnerei; Seevorstadt, später Pirnaische Vorstadt | Traugott Leberecht (1775–1858) Handelsgärtner, Pflanzenzüchter; Gründer der Seidelschen Gärtnerei; Seevorstadt, später Pirnaische Vorstadt | Traugott Leberecht (1775–1858) Handelsgärtner, Pflanzenzüchter; Gründer der Seidelschen Gärtnerei; Seevorstadt, später Pirnaische Vorstadt | Traugott Leberecht (1775–1858) Handelsgärtner, Pflanzenzüchter; Gründer der Seidelschen Gärtnerei; Seevorstadt, später Pirnaische Vorstadt | Traugott Leberecht (1775–1858) Handelsgärtner, Pflanzenzüchter; Gründer der Seidelschen Gärtnerei; Seevorstadt, später Pirnaische Vorstadt | Traugott Leberecht (1775–1858) Handelsgärtner, Pflanzenzüchter; Gründer der Seidelschen Gärtnerei; Seevorstadt, später Pirnaische Vorstadt |  |  | Gottlob Friedrich (1779–1851) Handelsgärtner, Samenhändler       | Gottlob Friedrich (1779–1851) Handelsgärtner, Samenhändler       | Gottlob Friedrich (1779–1851) Handelsgärtner, Samenhändler       | Gottlob Friedrich (1779–1851) Handelsgärtner, Samenhändler       | Gottlob Friedrich (1779–1851) Handelsgärtner, Samenhändler                                                       | Gottlob Friedrich (1779–1851) Handelsgärtner, Samenhändler       |  |  | Carl August (1782–1868) Kunstgärtner; Nachfolger als Hofgärtner                                                        | Carl August (1782–1868) Kunstgärtner; Nachfolger als Hofgärtner                                                        | Carl August (1782–1868) Kunstgärtner; Nachfolger als Hofgärtner                                                        | Carl August (1782–1868) Kunstgärtner; Nachfolger als Hofgärtner                                                        | Carl August (1782–1868) Kunstgärtner; Nachfolger als Hofgärtner                                                        | Carl August (1782–1868) Kunstgärtner; Nachfolger als Hofgärtner                                                        |  |  | Jacob Friedrich (1790–1860) Handelsgärtner, Pflanzenzüchter; „Kamelien-Seidel“ Gründer der Seidelschen Gärtnerei; Seevorstadt, später Pirnaische Vorstadt | Jacob Friedrich (1790–1860) Handelsgärtner, Pflanzenzüchter; „Kamelien-Seidel“ Gründer der Seidelschen Gärtnerei; Seevorstadt, später Pirnaische Vorstadt | Jacob Friedrich (1790–1860) Handelsgärtner, Pflanzenzüchter; „Kamelien-Seidel“ Gründer der Seidelschen Gärtnerei; Seevorstadt, später Pirnaische Vorstadt | Jacob Friedrich (1790–1860) Handelsgärtner, Pflanzenzüchter; „Kamelien-Seidel“ Gründer der Seidelschen Gärtnerei; Seevorstadt, später Pirnaische Vorstadt | Jacob Friedrich (1790–1860) Handelsgärtner, Pflanzenzüchter; „Kamelien-Seidel“ Gründer der Seidelschen Gärtnerei; Seevorstadt, später Pirnaische Vorstadt | Jacob Friedrich (1790–1860) Handelsgärtner, Pflanzenzüchter; „Kamelien-Seidel“ Gründer der Seidelschen Gärtnerei; Seevorstadt, später Pirnaische Vorstadt |  |  | | | | | | |  |  |  |  |  |  |  |  |  |  |  |  |  |  |  |  |  |  |  |  |  |  |  |  |
| | | | | | |  |  |                                                                  |                                                                  |                                                                  |                                                                  | |                                                                  |  |  | | | | | | |  |  | Traugott Jacob Hermann (1833–1896) Gärtner, Pflanzenzüchter; Hermann-Seidel-Park; Striesen                                                                | | | | | |  |  | | | | | | |  |  |  |  |  |  |  |  |  |  |  |  |  |  |  |  |  |  |  |  |  |  |  |  |
| | | | | | |  |  |                                                                  |                                                                  |                                                                  |                                                                  | |                                                                  |  |  | | | | | | |  |  | | | | | | |  |  | | | | | | |  |  |  |  |  |  |  |  |  |  |  |  |  |  |  |  |  |  |  |  |  |  |  |  |
| | | | | | |  |  |                                                                  |                                                                  |                                                                  |                                                                  | |                                                                  |  |  | | | | | | |  |  | | | | | | |  |  | | | | | | |  |  |  |  |  |  |  |  |  |  |  |  |  |  |  |  |  |  |  |  |  |  |  |  |
| | | | | | |  |  |                                                                  |                                                                  |                                                                  |                                                                  | |                                                                  |  |  | Traugott Jacob Rudolf (1861–1918) Handelsgärtner, Pflanzenzüchter; bis 1900 in Laubegast, dann Umzug nach Grüngräbchen | Traugott Jacob Rudolf (1861–1918) Handelsgärtner, Pflanzenzüchter; bis 1900 in Laubegast, dann Umzug nach Grüngräbchen | Traugott Jacob Rudolf (1861–1918) Handelsgärtner, Pflanzenzüchter; bis 1900 in Laubegast, dann Umzug nach Grüngräbchen | Traugott Jacob Rudolf (1861–1918) Handelsgärtner, Pflanzenzüchter; bis 1900 in Laubegast, dann Umzug nach Grüngräbchen | Traugott Jacob Rudolf (1861–1918) Handelsgärtner, Pflanzenzüchter; bis 1900 in Laubegast, dann Umzug nach Grüngräbchen | Traugott Jacob Rudolf (1861–1918) Handelsgärtner, Pflanzenzüchter; bis 1900 in Laubegast, dann Umzug nach Grüngräbchen |  |  | Traugott Jacob Heinrich (1864–1934) Handelsgärtner; Laubegast                                                                                             | Traugott Jacob Heinrich (1864–1934) Handelsgärtner; Laubegast                                                                                             | Traugott Jacob Heinrich (1864–1934) Handelsgärtner; Laubegast                                                                                             | Traugott Jacob Heinrich (1864–1934) Handelsgärtner; Laubegast                                                                                             | Traugott Jacob Heinrich (1864–1934) Handelsgärtner; Laubegast                                                                                             | Traugott Jacob Heinrich (1864–1934) Handelsgärtner; Laubegast                                                                                             |  |  | Rosalie Bouché geb. Seidel (1867–1945) Ehefrau von Friedrich Bouché, (Gärtnerfamilie Bouché)                         | Rosalie Bouché geb. Seidel (1867–1945) Ehefrau von Friedrich Bouché, (Gärtnerfamilie Bouché)                         | Rosalie Bouché geb. Seidel (1867–1945) Ehefrau von Friedrich Bouché, (Gärtnerfamilie Bouché)                         | Rosalie Bouché geb. Seidel (1867–1945) Ehefrau von Friedrich Bouché, (Gärtnerfamilie Bouché)                         | Rosalie Bouché geb. Seidel (1867–1945) Ehefrau von Friedrich Bouché, (Gärtnerfamilie Bouché)                         | Rosalie Bouché geb. Seidel (1867–1945) Ehefrau von Friedrich Bouché, (Gärtnerfamilie Bouché)                         |  |  |  |  |  |  |  |  |  |  |  |  |  |  |  |  |  |  |  |  |  |  |  |  |
| | | | | | |  |  |                                                                  |                                                                  |                                                                  |                                                                  | |                                                                  |  |  | Traugott Jacob Rudolf (1861–1918) Handelsgärtner, Pflanzenzüchter; bis 1900 in Laubegast, dann Umzug nach Grüngräbchen | Traugott Jacob Rudolf (1861–1918) Handelsgärtner, Pflanzenzüchter; bis 1900 in Laubegast, dann Umzug nach Grüngräbchen | Traugott Jacob Rudolf (1861–1918) Handelsgärtner, Pflanzenzüchter; bis 1900 in Laubegast, dann Umzug nach Grüngräbchen | Traugott Jacob Rudolf (1861–1918) Handelsgärtner, Pflanzenzüchter; bis 1900 in Laubegast, dann Umzug nach Grüngräbchen | Traugott Jacob Rudolf (1861–1918) Handelsgärtner, Pflanzenzüchter; bis 1900 in Laubegast, dann Umzug nach Grüngräbchen | Traugott Jacob Rudolf (1861–1918) Handelsgärtner, Pflanzenzüchter; bis 1900 in Laubegast, dann Umzug nach Grüngräbchen |  |  | Traugott Jacob Heinrich (1864–1934) Handelsgärtner; Laubegast                                                                                             | Traugott Jacob Heinrich (1864–1934) Handelsgärtner; Laubegast                                                                                             | Traugott Jacob Heinrich (1864–1934) Handelsgärtner; Laubegast                                                                                             | Traugott Jacob Heinrich (1864–1934) Handelsgärtner; Laubegast                                                                                             | Traugott Jacob Heinrich (1864–1934) Handelsgärtner; Laubegast                                                                                             | Traugott Jacob Heinrich (1864–1934) Handelsgärtner; Laubegast                                                                                             |  |  | Rosalie Bouché geb. Seidel (1867–1945) Ehefrau von Friedrich Bouché, (Gärtnerfamilie Bouché)                         | Rosalie Bouché geb. Seidel (1867–1945) Ehefrau von Friedrich Bouché, (Gärtnerfamilie Bouché)                         | Rosalie Bouché geb. Seidel (1867–1945) Ehefrau von Friedrich Bouché, (Gärtnerfamilie Bouché)                         | Rosalie Bouché geb. Seidel (1867–1945) Ehefrau von Friedrich Bouché, (Gärtnerfamilie Bouché)                         | Rosalie Bouché geb. Seidel (1867–1945) Ehefrau von Friedrich Bouché, (Gärtnerfamilie Bouché)                         | Rosalie Bouché geb. Seidel (1867–1945) Ehefrau von Friedrich Bouché, (Gärtnerfamilie Bouché)                         |  |  |  |  |  |  |  |  |  |  |  |  |  |  |  |  |  |  |  |  |  |  |  |  |
| | | | | | |  |  |                                                                  |                                                                  |                                                                  |                                                                  | |                                                                  |  |  | Traugott Jacob Herrmann (1890–1957) Handelsgärtner                                                                     | Traugott Jacob Herrmann (1890–1957) Handelsgärtner                                                                     | Traugott Jacob Herrmann (1890–1957) Handelsgärtner                                                                     | Traugott Jacob Herrmann (1890–1957) Handelsgärtner                                                                     | Traugott Jacob Herrmann (1890–1957) Handelsgärtner                                                                     | Traugott Jacob Herrmann (1890–1957) Handelsgärtner                                                                     |  |  | Traugott Jacob Otto Herbert (1896–1941) Handelsgärtner; Inhaber bis 1941                                                                                  | Traugott Jacob Otto Herbert (1896–1941) Handelsgärtner; Inhaber bis 1941                                                                                  | Traugott Jacob Otto Herbert (1896–1941) Handelsgärtner; Inhaber bis 1941                                                                                  | Traugott Jacob Otto Herbert (1896–1941) Handelsgärtner; Inhaber bis 1941                                                                                  | Traugott Jacob Otto Herbert (1896–1941) Handelsgärtner; Inhaber bis 1941                                                                                  | Traugott Jacob Otto Herbert (1896–1941) Handelsgärtner; Inhaber bis 1941                                                                                  |  |  | Frieda Seidel geb. Rüger (1899–1986) Geschäftsführerin bis 1946 (Enteignung und Überführung in volkseigene Betriebe) | Frieda Seidel geb. Rüger (1899–1986) Geschäftsführerin bis 1946 (Enteignung und Überführung in volkseigene Betriebe) | Frieda Seidel geb. Rüger (1899–1986) Geschäftsführerin bis 1946 (Enteignung und Überführung in volkseigene Betriebe) | Frieda Seidel geb. Rüger (1899–1986) Geschäftsführerin bis 1946 (Enteignung und Überführung in volkseigene Betriebe) | Frieda Seidel geb. Rüger (1899–1986) Geschäftsführerin bis 1946 (Enteignung und Überführung in volkseigene Betriebe) | Frieda Seidel geb. Rüger (1899–1986) Geschäftsführerin bis 1946 (Enteignung und Überführung in volkseigene Betriebe) |  |  |  |  |  |  |  |  |  |  |  |  |  |  |  |  |  |  |  |  |  |  |  |  |
| | | | | | |  |  |                                                                  |                                                                  |                                                                  |                                                                  | |                                                                  |  |  | Traugott Jacob Herrmann (1890–1957) Handelsgärtner                                                                     | Traugott Jacob Herrmann (1890–1957) Handelsgärtner                                                                     | Traugott Jacob Herrmann (1890–1957) Handelsgärtner                                                                     | Traugott Jacob Herrmann (1890–1957) Handelsgärtner                                                                     | Traugott Jacob Herrmann (1890–1957) Handelsgärtner                                                                     | Traugott Jacob Herrmann (1890–1957) Handelsgärtner                                                                     |  |  | Traugott Jacob Otto Herbert (1896–1941) Handelsgärtner; Inhaber bis 1941                                                                                  | Traugott Jacob Otto Herbert (1896–1941) Handelsgärtner; Inhaber bis 1941                                                                                  | Traugott Jacob Otto Herbert (1896–1941) Handelsgärtner; Inhaber bis 1941                                                                                  | Traugott Jacob Otto Herbert (1896–1941) Handelsgärtner; Inhaber bis 1941                                                                                  | Traugott Jacob Otto Herbert (1896–1941) Handelsgärtner; Inhaber bis 1941                                                                                  | Traugott Jacob Otto Herbert (1896–1941) Handelsgärtner; Inhaber bis 1941                                                                                  |  |  | Frieda Seidel geb. Rüger (1899–1986) Geschäftsführerin bis 1946 (Enteignung und Überführung in volkseigene Betriebe) | Frieda Seidel geb. Rüger (1899–1986) Geschäftsführerin bis 1946 (Enteignung und Überführung in volkseigene Betriebe) | Frieda Seidel geb. Rüger (1899–1986) Geschäftsführerin bis 1946 (Enteignung und Überführung in volkseigene Betriebe) | Frieda Seidel geb. Rüger (1899–1986) Geschäftsführerin bis 1946 (Enteignung und Überführung in volkseigene Betriebe) | Frieda Seidel geb. Rüger (1899–1986) Geschäftsführerin bis 1946 (Enteignung und Überführung in volkseigene Betriebe) | Frieda Seidel geb. Rüger (1899–1986) Geschäftsführerin bis 1946 (Enteignung und Überführung in volkseigene Betriebe) |  |  |  |  |  |  |  |  |  |  |  |  |  |  |  |  |  |  |  |  |  |  |  |  |
| | | | | | |  |  |                                                                  |                                                                  |                                                                  |                                                                  | |                                                                  |  |  | | | | | | |  |  | | | | | | |  |  | | | | | | |  |  |  |  |  |  |  |  |  |  |  |  |  |  |  |  |  |  |  |  |  |  |  |  |
| | | | | | |  |  | Ludwig Schröder (1915–2005) leitete das Geschäft mit seiner Frau | Ludwig Schröder (1915–2005) leitete das Geschäft mit seiner Frau | Ludwig Schröder (1915–2005) leitete das Geschäft mit seiner Frau | Ludwig Schröder (1915–2005) leitete das Geschäft mit seiner Frau | Ludwig Schröder (1915–2005) leitete das Geschäft mit seiner Frau                                                 | Ludwig Schröder (1915–2005) leitete das Geschäft mit seiner Frau |  |  | Ursula Schröder geb. Seidel (1917–1997) übernahm das Geschäft nach dem Zweiten Weltkrieg                               | Ursula Schröder geb. Seidel (1917–1997) übernahm das Geschäft nach dem Zweiten Weltkrieg                               | Ursula Schröder geb. Seidel (1917–1997) übernahm das Geschäft nach dem Zweiten Weltkrieg                               | Ursula Schröder geb. Seidel (1917–1997) übernahm das Geschäft nach dem Zweiten Weltkrieg                               | Ursula Schröder geb. Seidel (1917–1997) übernahm das Geschäft nach dem Zweiten Weltkrieg                               | Ursula Schröder geb. Seidel (1917–1997) übernahm das Geschäft nach dem Zweiten Weltkrieg                               |  |  | | | | | | |  |  | | | | | | |  |  |  |  |  |  |  |  |  |  |  |  |  |  |  |  |  |  |  |  |  |  |  |  |
| | | | | | |  |  | Ludwig Schröder (1915–2005) leitete das Geschäft mit seiner Frau | Ludwig Schröder (1915–2005) leitete das Geschäft mit seiner Frau | Ludwig Schröder (1915–2005) leitete das Geschäft mit seiner Frau | Ludwig Schröder (1915–2005) leitete das Geschäft mit seiner Frau | Ludwig Schröder (1915–2005) leitete das Geschäft mit seiner Frau                                                 | Ludwig Schröder (1915–2005) leitete das Geschäft mit seiner Frau |  |  | Ursula Schröder geb. Seidel (1917–1997) übernahm das Geschäft nach dem Zweiten Weltkrieg                               | Ursula Schröder geb. Seidel (1917–1997) übernahm das Geschäft nach dem Zweiten Weltkrieg                               | Ursula Schröder geb. Seidel (1917–1997) übernahm das Geschäft nach dem Zweiten Weltkrieg                               | Ursula Schröder geb. Seidel (1917–1997) übernahm das Geschäft nach dem Zweiten Weltkrieg                               | Ursula Schröder geb. Seidel (1917–1997) übernahm das Geschäft nach dem Zweiten Weltkrieg                               | Ursula Schröder geb. Seidel (1917–1997) übernahm das Geschäft nach dem Zweiten Weltkrieg                               |  |  | | | | | | |  |  | | | | | | |  |  |  |  |  |  |  |  |  |  |  |  |  |  |  |  |  |  |  |  |  |  |  |  |
| | | | | | |  |  |                                                                  |                                                                  |                                                                  |                                                                  | |                                                                  |  |  | | | | | | |  |  | | | | | | |  |  | | | | | | |  |  |  |  |  |  |  |  |  |  |  |  |  |  |  |  |  |  |  |  |  |  |  |  |
| | | | | | |  |  |                                                                  |                                                                  |                                                                  |                                                                  | Christian Schröder (* 1955) seit 1986 Inhaber von T.J. Rud. Seidel Rhododendronkulturen Grüngräbchen             |                                                                  |  |  | | | | | | |  |  | | | | | | |  |  | | | | | | |  |  |  |  |  |  |  |  |  |  |  |  |  |  |  |  |  |  |  |  |  |  |  |  |